# Puchar Milana Ciga Vasojevicia
Puchar Milana „Ciga” Vasojevicia lub Puchar Serbii w koszykówce kobiet (serb. Куп Милан Цига Васојевић) – cykliczne krajowe rozgrywki sportowe, prowadzone systemem pucharowym, organizowane corocznie (co sezon) przez Serbską Federację Koszykówki dla serbskich żeńskich klubów koszykarskich. Drugie – po mistrzostwach Serbii – rozgrywki w hierarchii ważności, w serbskiej koszykówce. Rozgrywki zostały zainicjowane w 2006 i noszą imię trenera żeńskiej kadry Jugosławii – Milana „Ciga” Vasojevicia.

## Zdobywczynie pucharu
- 2006–07 Hemofarm
- 2007–08 Hemofarm (2)
- 2008–09 Hemofarm (3)
- 2009–10 Hemofarm (4)
- 2010–11 Partizan
- 2011–12 Hemofarm (5)
- 2012–13 Partizan (2)
- 2013–14 Radivoj Korać
- 2014–15 Vojvodina
- 2015–16 Crvena zvezda
- 2016–17 Crvena zvezda (2)
- 2017–18 Partizan 1953 (3)
- 2018–19 Crvena zvezda (3)

## Finały
| Sezon   | Gospodarz                | Zwycięzca     | Wynik  | Finalista     | Trener zwycięzcy | Ref.   |
| ------- | ------------------------ | ------------- | ------ | ------------- | ---------------- | ------ |
| 2006–07 | Nowy Sad i Bačka Palanka | Hemofarm      | 76–64  | Vojvodina     | Jovica Antonić   | [ 1 ]  |
| 2007–08 | Subotica                 | Hemofarm      | 74–67  | Crvena zvezda | Marina Maljković | [ 2 ]  |
| 2008–09 | Vršac                    | Hemofarm      | 79–66  | Crvena zvezda | Marina Maljković | [ 3 ]  |
| 2009–10 | Belgrad                  | Hemofarm      | 76–69  | Partizan      | Miroslav Popov   |        |
| 2010–11 | Beočin i Ruma            | Partizan      | 83–69  | Hemofarm      | Marina Maljković | [ 4 ]  |
| 2011–12 | Smederevo                | Hemofarm      | 67–53  | Radivoj Korać | Miroslav Popov   | [ 5 ]  |
| 2012–13 | Lazarevac                | Partizan      | 103–71 | Radivoj Korać | Marina Maljković | [ 6 ]  |
| 2013–14 | Lazarevac                | Radivoj Korać | 90–64  | Partizan      | Miloš Pavlović   | [ 7 ]  |
| 2014–15 | Zrenjanin                | Vojvodina     | 79–71  | Radivoj Korać | Milan Dabović    | [ 8 ]  |
| 2015–16 | Vrbas                    | Crvena zvezda | 71:66  | Vrbas Medela  | Dragan Vuković   | [ 9 ]  |
| 2016–17 | Nowy Sad                 | Crvena zvezda | 84–66  | Radivoj Korać | Dragan Vuković   | [ 10 ] |
| 2017–18 | Banja Koviljača          | Partizan 1953 | 68–61  | Crvena zvezda | Blagoje Ivić     | [ 11 ] |
| 2018–19 | Loznica                  | Crvena zvezda | 56–55  | Radivoj Korać | Dragan Vuković   | [ 12 ] |

## Bilansów finalistów
Wykaz uwzględnia wyniki z rozgrywek pucharu: Socjalistycznej Federacyjnej Republiki Jugosławii, Federalnej Republiki Jugosławii, Serbii i Czarnogóry i Serbii
| Zespół           | Zwycięzca | Finalista | Zwycięskie lata                                                              | Finałowe lata                                                          |
| ---------------- | --------- | --------- | ---------------------------------------------------------------------------- | ---------------------------------------------------------------------- |
| Crvena zvezda    | 13        | 12        | 1973, 1974, 1976, 1979, 1981, 1992, 1994, 1995, 2003, 2004, 2016, 2017, 2019 | 1975, 1977, 1980, 1984, 1989, 1990, 1991, 1993, 2001, 2008, 2009, 2018 |
| Vršac            | 11        | 2         | 1996, 1998, 1999, 2002, 2005, 2006, 2007, 2008, 2009, 2010, 2012             | 2004, 2011                                                             |
| Partizan         | 5         | 6         | 1985, 1986, 2011, 2013, 2018                                                 | 1978, 1983, 1996, 2000, 2010, 2014                                     |
| Vojvodina        | 2         | 7         | 2001, 2015                                                                   | 1972, 1995, 1998, 1999, 2005, 2006, 2007                               |
| Voždovac         | 2         | 1         | 1972, 1984                                                                   | 1974                                                                   |
| Radnički Beograd | 2         | –         | 1960, 1962                                                                   | –                                                                      |
| Radivoj Korać    | 1         | 5         | 2014                                                                         | 2012, 2013, 2015, 2017, 2019                                           |
| Student Niš      | 1         | 1         | 1993                                                                         | 1994                                                                   |
| Dinamo Pančevo   | 1         | –         | 1997                                                                         | –                                                                      |
| Kovin            | 1         | –         | 2000                                                                         | –                                                                      |
| Bačka Palanka    | –         | 1         | –                                                                            | 1997                                                                   |
| Vrbas Medela     | –         | 1         | –                                                                            | 2016                                                                   |